# Сергач (станция)
Серга́ч — железнодорожная станция Горьковской железной дороги в городе Сергаче Нижегородской области. Станция находится на Казанском ходе Транссиба, на расстоянии 524 км от Москвы, является остановкой для многих поездов дальнего следования.
Станция являлась местом смены локомотивных бригад, но в 2012 году для поездов, имеющих стоянку на станции Казань, такую пересменку отменили.
У одного из перронов станции установлен отреставрированный паровоз «лебедянка» 1953 года выпуска, который работал на Сергачском участке. Паровоз серии Л привели в Сергач из Нижнего Новгорода электровозом.

## История

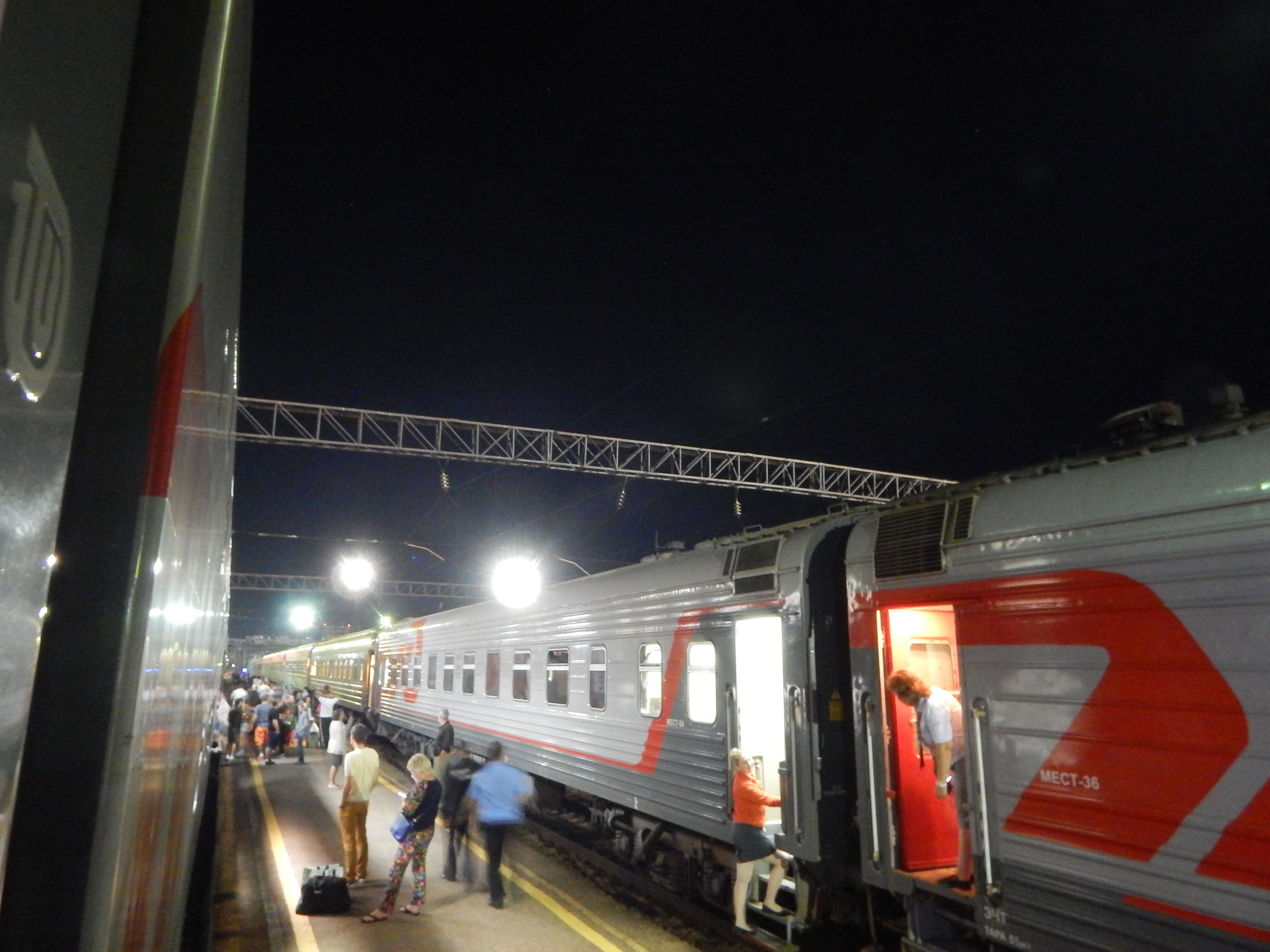
Посадка на поезд

Во время строительства железной дороги от Арзамаса до Шихран (ныне г. Канаш) в 1913 году начали строить станцию. Для ускорения стройки привлекались крестьяне Сергачского и соседних уездов. Одновременно возводились пакгаузы, цеха паровозоремонтного депо, грузовой двор, вокзал, склады для горюче-смазочных материалов и другие объекты инфраструктуры. В то же время рядом со станцией стал расти рабочий поселок. К 1914 году по проекту А. В. Щусева построен вокзал, а депо закончили строить к 1918 году. Станция дала работу около тысячи рабочим и служащим из пригородных сел, что в свою очередь положительно повлияло на общую численность населения города.

## Дальнее следование по станции
| № поезда                | Маршрут движения         | № поезда                | Маршрут движения         |
| ----------------------- | ------------------------ | ----------------------- | ------------------------ |
| 15 «Премиум»            | Екатеринбург — Москва    | 16 «Премиум»            | Москва — Екатеринбург    |
| 23 «Двухэтажный состав» | Казань — Москва          | 24 «Двухэтажный состав» | Москва — Казань          |
| 51                      | Ижевск — Нижний Новгород | 52                      | Нижний Новгород — Ижевск |
| 53 «Чувашия»            | Чебоксары — Москва       | 54 «Чувашия»            | Москва — Чебоксары       |
| 57 «Марий Эл»           | Йошкар-Ола — Москва      | 58 «Марий Эл»           | Москва — Йошкар-Ола      |
| 59 «Тюмень»             | Нижневартовск — Москва   | 60 «Тюмень»             | Москва — Нижневартовск   |
| 75                      | -                        | 76                      | Москва — Нерюнгри        |
| 81                      | -                        | 82                      | Москва — Улан-Удэ        |
| 89                      | Петропавловск — Москва   | 90                      | Москва — Петропавловск   |
| 95                      | Барнаул — Москва         | 96                      | Москва — Барнаул         |
| 111                     | Круглое Поле — Москва    | 112                     | Москва — Круглое Поле    |
| 117                     | Новокузнецк — Москва     | 118                     | Москва — Новокузнецк     |
| 133 «Поволжье»          | Казань — Санкт-Петербург | 134 «Поволжье»          | Санкт-Петербург — Казань |
| 135                     | Барнаул — Москва         | 136                     | Москва — Барнаул         |
| 141                     | Чебоксары — Москва       | 142                     | Москва — Чебоксары       |